# Trentino Volley 2000-2001
Questa voce raccoglie le informazioni riguardanti la Trentino Volley nelle competizioni ufficiali della stagione 2000-2001.

## Organigramma societario
Area direttiva
- Presidente: Diego Mosna
- Vicepresidente: Giorgio Rigotti
- Segreteria generale: Danilo Ferrari, Patrizia Marchi
- Amministrazione: Alberto Ciurletti

Area organizzativa
- General manager: Maurizio Corrà
- Direttore sportivo: Massimo Dalfovo
- Team manager: Thomas Zambiasi
- Responsabile palasport: Giuseppe Borgogno, Antonio Brentari

Area tecnica
- Allenatore: Bruno Bagnoli
- Allenatore in seconda: Paolo Rossi

Area comunicazione
- Addetto stampa: Paolo Silvestri

Area marketing
- Responsabile marketing: Nazareno Ambrosi, Paolo Bernardi

Area sanitaria
- Medico: Stefano Deluca, Roberto Riccamboni
- Massaggiatore: Alessandro Brunialti, Luciano Magnano

## Rosa
| N° | Nome                 | Ruolo | Data di nascita  | Nazionalità sportiva |
| -- | -------------------- | ----- | ---------------- | -------------------- |
| 1  | Konstantin Ušakov    | P     | 24 marzo 1970    | Russia               |
| 2  | Riccardo Fenili      | L     | 6 ottobre 1975   | Italia               |
| 4  | Matteo Burgsthaler   | O     | 18 febbraio 1981 | Italia               |
| 5  | Valerij Gorjušev     | S     | 26 aprile 1973   | Russia               |
| 6  | Alberto Marcolini    | C     | 16 aprile 1969   | Italia               |
| 7  | Đula Mešter          | C     | 3 aprile 1972    | Jugoslavia           |
| 8  | Horacio Del Federico | P     | 7 febbraio 1966  | Argentina            |
| 9  | Francesco Lavorato   | C     | 21 gennaio 1969  | Italia               |
| 11 | Leondino Giombini    | O     | 30 gennaio 1975  | Italia               |
| 12 | Davide Sanguanini    | S     | 14 aprile 1963   | Italia               |
| 13 | Slobodan Boškan      | S     | 18 agosto 1975   | Jugoslavia           |
| 15 | Massimo Pecorari     | C     | 16 marzo 1974    | Italia               |
| 17 | Enrique de la Fuente | S     | 11 agosto 1975   | Spagna               |

## Statistiche

### Statistiche dei giocatori
| Giocatore       | Serie A1 | Serie A1 | Serie A1 | Serie A1 | Serie A1 | Coppa Italia | Coppa Italia | Coppa Italia | Coppa Italia | Coppa Italia | Totale | Totale | Totale | Totale | Totale |
| Giocatore       | P        | PT       | AV       | MV       | BV       | P            | PT           | AV           | MV           | BV           | P      | PT     | AV     | MV     | BV     |
| --------------- | -------- | -------- | -------- | -------- | -------- | ------------ | ------------ | ------------ | ------------ | ------------ | ------ | ------ | ------ | ------ | ------ |
| S. Boškan       | 18       | 103      | 74       | 21       | 8        | -            | -            | -            | -            | -            | 18     | 103    | 74     | 21     | 8      |
| M. Burgsthaler  | 0        | 0        | 0        | 0        | 0        | 1            | 0            | 0            | 0            | 0            | 1      | 0      | 0      | 0      | 0      |
| E. de la Fuente | 26       | 159      | 140      | 8        | 11       | 1            | 3            | 2            | 0            | 1            | 27     | 162    | 142    | 8      | 12     |
| H. Del Federico | 16       | 2        | 2        | 0        | 0        | 2            | 0            | 0            | 0            | 0            | 18     | 2      | 2      | 0      | 0      |
| R. Fenili       | 26       | -        | -        | -        | -        | 2            | 5            | 5            | 0            | 0            | 28     | 5      | 5      | 0      | 0      |
| L. Giombini     | 26       | 531      | 476      | 26       | 29       | 2            | 41           | 36           | 5            | 0            | 28     | 572    | 512    | 31     | 29     |
| V. Gorjušev     | 23       | 338      | 298      | 27       | 13       | 2            | 16           | 15           | 1            | 0            | 25     | 354    | 313    | 28     | 13     |
| F. Lavorato     | 18       | 91       | 62       | 24       | 5        | 0            | 0            | 0            | 0            | 0            | 18     | 91     | 62     | 24     | 5      |
| A. Marcolini    | 18       | 2        | 0        | 2        | 0        | 1            | 0            | 0            | 0            | 0            | 19     | 2      | 0      | 2      | 0      |
| Đ. Mešter       | 26       | 232      | 132      | 88       | 12       | 2            | 7            | 6            | 1            | 0            | 28     | 239    | 138    | 89     | 12     |
| M. Pecorari     | 20       | 62       | 34       | 12       | 16       | 2            | 2            | 0            | 1            | 1            | 22     | 64     | 34     | 13     | 17     |
| D. Sanguanini   | 8        | 0        | 0        | 0        | 0        | 2            | 0            | 0            | 0            | 0            | 10     | 0      | 0      | 0      | 0      |
| K. Ušakov       | 26       | 68       | 41       | 14       | 13       | 2            | 3            | 1            | 1            | 1            | 28     | 71     | 42     | 15     | 14     |

P = presenze; PT = punti totali; AV = attacchi vincenti; MV = muri vincenti; BV = battute vincenti